# Пен Юе
Пен Юе (кит.: 彭越; піньїнь: Péng Yuè; ? – прибл. квітень 196 р. до н. е.), люб'язне ім'я Чжун, — китайський військовий генерал, який жив за часів кінця династії Цінь та ранньої династії Хань. Він був видатним союзником Лю Бана (імператора Гаоцзу), імператора-засновника династії Хань, під час Чу-Ханьської війни (206–202 рр. до н. е.), боротьби за владу над Китаєм між Лю Баном та його суперником Сян Юєм. У цей час він був відомий використанням партизанської тактики для здійснення рейдів «напади та втечі» та виснаження військ Сян Юя. Після встановлення династії Хань Лю Бан спочатку винагородив Пен Юе за його внесок, зробивши його васалом – королем Ляна. У 196 році до нашої ери, почувши чутки про те, що Пен Юе плете проти нього змову, Лю Бан заарештував Пен Юе, понизив його до статусу простолюдина та відправив у заслання. Пізніше того ж року Пен Юе звинуватили у державній зраді та стратили разом із його родиною.

## Життя

### Повстання проти династії Цінь
Пен Юе походив з Чан'ї, що є сучасним повітом Цзюйє, провінція Шаньдун. Спочатку рибалка, він став ватажком групи бандитів. У 209 році до нашої ери, коли спалахнуло повстання Чень Шена та У Гуана, його односельці закликали його наслідувати їхній приклад і очолити повстання проти династії Цінь. Хоча він спочатку неохоче погодився і домовився зі своїми послідовниками про зустріч наступного ранку, щоб оголосити про своє повстання. Однак його послідовники запізнилися, і останній чоловік з'явився лише опівдні. Пен Юе сказав: «Оскільки всі обрали мене ватажком, ми повинні бути дисциплінованими. Сьогодні день, коли ми починаємо повстання, але всі не вчасно. Сьогодні забагато запізнюються, тому неможливо покарати всіх. Останній, хто прийде, буде страчений». Зробивши це, він прищепив своїм людям більшу дисципліну.

### Протистояння Чу і Хань
Після того, як повстанські сили повалили династію Цінь у 206 році до нашої ери, Китай був розділений Сян Юєм, самопроголошеним королем Чу, на Вісімнадцять королівств, кожним з яких правив колишній лідер повстанців або генерал Цінь, що здався. Того ж року Тянь Жун був незадоволений тим, як території Ці були розділені на три королівства – Ці, Цзяодун і Цзібей – тому він повів свої війська атакувати королівства Ці та Цзібей, королів яких призначив Сян Юй. У той же час Тянь Жун зв'язався з Пен Юе, дав йому печатку генерала та відправив його атакувати війська Чу в командорстві Цзіїнь, де Пен Юе переміг Сяо Гунцзяо (蕭公角), одного з лейтенантів Сян Юя.
У 205 році до нашої ери Пен Юе уклав союз із головним суперником Сян Юя, Лю Баном, королем династії Хань. Щоб здобути прихильність Пен Юе, Лю Бан зробив його канцлером королівства Вей, хоча й лише номінально.
У 204 році до н. е. Пен Юе атакував війська Чу під командуванням Сян Шена та Сюе Гуна у Сяпі (сучасний Пічжоу, Цзянсу) та розбив їх, убивши Сюе Гуна в бою. Пізніше того ж року Лю Бан відправив Лю Цзя та Лу Ваня, щоб очолити 20 000 воїнів, щоб приєднатися до Пен Юе для здійснення партизанських рейдів на лінії постачання Чу. Коли війська Чу завдали удару у відповідь, Лю Цзя та Пен Юе уникали прямого бою з ворогом та підтримували один одного, коли хтось із них зазнавав нападу.
Пен Юе продовжив завойовувати 17 повітів, включаючи Суйян та Вайхуан, що знаходилися під контролем Чу на території Лян. Приблизно в цей час Сян Юй був зайнятий боями з Лю Баном у Ченгао (поблизу сучасного Сін'яна, Хенань), коли почув, що Пен Юе спричиняє проблеми на сході. Він залишив Цао Цзю командувати військами Чу в Ченгао та повів своїх людей на схід, щоб атакувати Пен Юе та повернути собі повіти. Пен Юе втік до Гучена.
Восени 203 року до н. е., коли Сян Юй був у Янся, Пен Юе скористався ситуацією, щоб напасти на понад 20 повітів навколо Чан'ї та захопити понад 100 000 ху зерна, а потім передати його військам Лю Бана.
Взимку 202 року до н. е. Пен Юе об'єднав сили з Лю Баном та іншими, щоб перемогти Сян Юя в битві при Гайся, після чого Лю Бан став імператором і встановив династію Хань як правлячу династію в Китаї.

### Смерть
У 202 році до н. е., коли Лю Бан винагороджував тих, хто допоміг йому перемогти Сян Юя та стати імператором, він зробив Пен Юе васалом – королем Ляна – і дав йому землі колишнього королівства Вей.
У 196 році до нашої ери, коли Лю Бан придушував повстання Чень Сі, маркіза Янся, він попросив підкріплення у Пен Юе. Пен Юе заявив, що хворий, і відправив своїх підлеглих на допомогу імператору замість себе. Після того, як Лю Бан придушив повстання Чень Сі, він почув чутки, що Пен Юе також плете змову проти нього, тому він заарештував Пен Юе, понизив його до статусу простолюдина та заслав до повіту Цін'ї (сучасний Лешань, Сичуань).
Дорогою Пен Юе зустрів Люй Чжі, дружину Лю Бана, і благав її переконати імператора дозволити йому жити у вигнанні в рідному місті Чан'ї. Імператриця вдала, що погоджується, і відправила Пен Юе до столиці імперії Лояна, таємно доручивши одному зі слуг Пен Юе хибно звинуватити його господаря у державній зраді. Ван Тяньці, міністр юстиції, наказав стратити Пен Юе та його родину; Лю Бан схвалив наказ.
Після його смерті тіло Пен Юе подрібнили на шматки, засолили, як м'ясо, і роздали всім іншим вельможам і васальним королям як попередження, якщо вони вирішать вчинити державну зраду.